# あの日にかえりたい
『あの日にかえりたい』（あのひにかえりたい）は、荒井由実（現：松任谷由実）の、6枚目のシングル楽曲である。1975年10月5日に東芝EMIから規格品番：ETP-20174で発売された。
1987年発売のベスト盤『YUMING SINGLES 1972-1976』に収録されたものと同じ別ミックスが、1989年12月21日にCDシングルとして再発売された。

## 解説
TBS系ドラマ『家庭の秘密』の主題歌として、2番の歌詞が、ヴォーカルをイコライジングしていない別テイクで採用された。当初は別の詞が用意されたが、ドラマの内容にそぐわないと判断されて書き直した。当初の詞はハイ・ファイ・セットの「スカイレストラン」に提供された。
「少しだけ片想い」は、3枚目のオリジナルアルバム『COBALT HOUR』からシングルカットされた。
売上1万枚を超える日が20日間続き、シングル発売から3か月で100万枚以上を売り上げた。オリコンチャートに35週連続登場し、最高順位は週間1位で累計売上61.5万枚を記録した。
ジャケットにドラマ主題歌タイアップの記載有無で2版ある。
1975年に三菱電機ダイヤトーンステレオ、1980年に旭光学アサヒペンタックスのCMソング、それぞれに採用された。
1992年9月21日に、オリジナルカラオケを収録した『YUMING COLLECTION』が規格品番：ALCA-375, 376, 377で発売された。

## 収録曲
- 全作詞・作曲：荒井由実　編曲：松任谷正隆

1. あの日にかえりたい -Those Were the Days-[5]
2. 少しだけ片想い -I Love You More Than You Love Me-

## 参加ミュージシャン
- ドラム：林立夫
- ベース・ガットギター：細野晴臣
- ギター：鈴木茂
- キーボード：松任谷正隆
- パーカッション：斉藤ノブオ
- コーラス：山本潤子（A面）：吉田美奈子、シュガー・ベイブ〈山下達郎、大貫妙子、村松邦男〉（B面）

## 1980年再発盤シングル
1980年に、B面曲を「卒業写真」に変更してアルファレコードから規格品番：ALR-752で発売された。7インチシングル盤のディスクジャケット裏面の歌詞カード部分に「ペンタックスMG・CMソング」と記された。

### 収録曲（1980年盤）
- 全作詞・作曲：荒井由実　編曲：松任谷正隆

1. あの日にかえりたい
2. 卒業写真

## セルフカバー
CD化された録音のみ。
- 1996年 - あの日にかえりたい（Yumi Arai The Concert with old Friends、ライブ）
- 2001年 - あの日にかえりたい with 小野リサ（sweet,bitter sweet〜YUMING BALLAD BEST 初回限定盤のみ）
- 2007年 - あの日にかえりたい (CM Version)（SEASONS COLOURS -秋冬撰曲集- 初回限定盤のみ）

## カバー
あの日にかえりたい
- 1976年 - 内山田洋とクールファイブ（カバーアルバム『ふれあいの時』）
- 1978年 - やまがたすみこ（オムニバス6枚組アルバム『Encyclopedia of Folk Song フォーク大百科 1964-1977』）
- 1982年 - 斉藤慶子（アルバム『慶子、もの想い･･･』）
- 1991年 - 香坂みゆき（カバーアルバム『Cantos 1』）
- 1999年 - 森高千里（アルバム『Dear Yuming〜荒井由実/松任谷由実カバー・コレクション〜』）
- 2001年 - 市井紗耶香（アルバム『FOLK SONGS』）
- 2002年 - 小野リサ（アルバム『Queen's Fellows:yuming 30th anniversary cover album』）
- 2003年 - マイケル・フランクス（アルバム『OVER THE SKY: Yuming International Cover Album』「SOMEWHERE IN THE RAIN」のタイトルで、英語カバーしている）
- 2004年 - 高鈴（シングル『二人で』のカップリング曲）
- 2006年 - 徳永英明（アルバム『VOCALIST 2』）
- 2006年 - 和田アキ子（アルバム『今日までそして明日から』）
- 2007年 - サエラ（アルバム『あの日にかえりたい』）
- 2008年 - 稲垣潤一（アルバム『男と女 -TWO HEARTS TWO VOICES-』「あの日にかえりたい (Duet with 露崎春女)」のタイトルで、稲垣と露崎春女がデュエットでカバーしている）
- 2009年 - 桑田佳祐（ライブビデオ『昭和八十三年度!ひとり紅白歌合戦』）
- 2009年 - 大橋純子（アルバム『TERRA2』）
- 2009年 - 布施明（アルバム『Ballade II』）
- 2009年 - 坂本冬美（アルバム『Love Songs〜また君に恋してる〜』）
- 2012年 - John-Hoon（アルバム『VOICE』）
- 2013年 - 森恵（アルバム『RE:MAKE1』）
- 2013年 - 今井美樹（アルバム『Dialogue -Miki Imai Sings Yuming Classics-』）
- 2014年 - 中田裕二（アルバム『SONG COMPOSITE』）
- 2014年 - 當山みれい（シングル「Memories」）
- 2014年 - 吉井和哉（アルバム『ヨシー・ファンクJr. 〜此レガ原点!!〜』）
- 2017年 - 由紀さおり（アルバム『歌うたいのバラッド～由紀さおり シンガー&ソングライターを歌う～』）
- 2020年 - 半﨑美子（アルバム『うた弁 COVER』）

少しだけ片想い
- 1976年 - 三木聖子（アルバム『聖子』）